# Выборы народных депутатов РСФСР (1990)
Выборы народных депутатов РСФСР I созыва прошли в марте 1990 года в два тура.

## История
Выборы прошли в два тура 4 и 18 марта 1990 года. 1068 депутатов было избрано на Съезд народных депутатов РСФСР на 5 лет, 86 % из них — члены КПСС, остальные беспартийные — представители коммунистов, демократов и ВЛКСМ. Некоторые кандидаты поддерживались двумя и тремя блоками. Несмотря на формальный запрет на создание других партий на республиканском (РСФСР) уровне (на всесоюзном уровне на момент второго тура выборов этот запрет был отменен), избирательный блок «Демократическая Россия», объединивший многие оппозиционные организации, участвовал в выборах и выиграл 148 мест. От округов Москвы было избрано 56 «демократов», 4 русских националиста, 4 независимых.
Одновременно в РСФСР были проведены выборы в местные Советы народных депутатов.
Избранный Съезд начал работу 16 мая 1990 года. На съезде народный депутат РСФСР Борис Ельцин был избран Председателем Верховного совета (29 мая), был избран Верховный Совет РСФСР (ИЗ состава депутатов съезда) и принята Декларация о государственном суверенитете РСФСР.
Многие члены КПСС, участвовавшие в выборах, впоследствии покинули компартию. Деятельность республиканской организации КПСС — Коммунистической партии РСФСР, которая была создана в июне 1990 года, была приостановлена уже в августе 1991 года, после поражения ГКЧП, и запрещена в ноябре того же года. Ровно через год Конституционный суд снял запрет с деятельности первичных организаций КП РСФСР (КПСС)

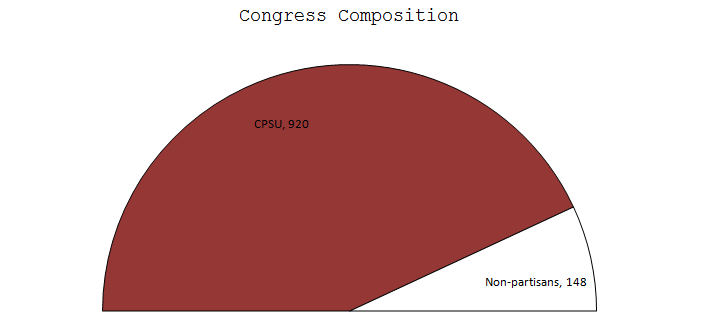
Соотношение политических сил на Съезде народных депутатов России после выборов 1990 года и до обособления новых партий в 1991 году
██ — КПСС (920)
██ — беспартийные (148)

После событий сентября — октября 1993 года следующие парламентские выборы в декабре 1993 года были проведены в новый парламент — Федеральное собрание. В дальнейшем (в настоящее время) выборы проводятся только в одну из его палат — Государственную Думу.

## Состав[6]
В 1068 избирательных
округах баллотировались 6 705 претендентов. По одному кандидату оказалось в 33 округах. В 300 округах баллотировалось более чем по четыре кандидата, а в 24 округах — более 20.
В первом туре 4 марта было избрано только 11 процентов депутатского корпуса. Явка составила 77 процентов избирателей.
На день открытия I Съезда, 16 мая 1990 года, были избраны 1 059 депутатов, свободными остались 9 мандатов. В избранном депутатском корпусе было женщин – 5,3 %, членов и кандидатов в члены КПСС – 86,3 % (т. е. 13,7 процента — беспартийные). В составе депутатов РСФСР подавляющее большинство — 93,9 % — были избраны впервые.
Среди избранных депутатов высшее образование имели 92,7 %,
а 218 депутатов, т. е. 20,6 %, имели учёные степени.